# Północne Liang

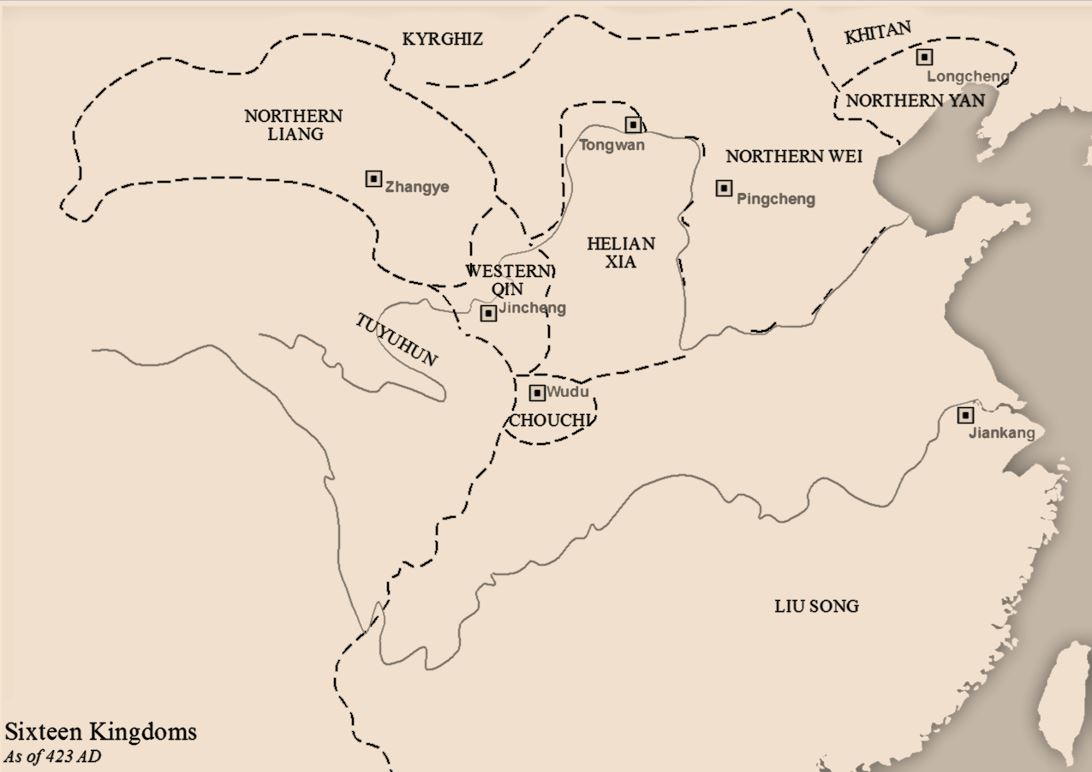
Północne Liang (Northern Liang) ok. 423

Północne Liang (chiń. 北凉; pinyin Bĕi Liáng) – chińskie państwo okresu Szesnastu Królestw, z ośrodkiem w dzisiejszej prowincji Gansu, istniejące w latach 397–439.
Północne Liang powstało w wyniku buntu, jaki w roku 397 podniósł ród Juqu, należący do plemienia Lushui hu wchodzącego w skład Xiongnu, przeciwko władcom Późniejszego Liang. Juqu szybko udało się opanować północno-zachodnią część Liangzhou (jak miejscowi nazywali „korytarz Hexi”), wraz z Dunhuangiem i Jiuquan. Oficjalnie królem (wang) nowego państwa został Chińczyk Duan Ye (397–401), jednak jego rzeczywista władza była słaba. W roku 401 przywódca Juqu, Mengxun (401–433), zabił Duan Ye i zagarnął królestwo dla siebie. Już wcześniej, w roku 400, w Dunhuangu wybuchła rebelia innego miejscowego urzędnika pochodzenia chińskiego, Li Gao (400–417). Jej rezultatem było założenie państwa Zachodnie Liang. W roku 401 Li Gao zajął Jiuquan, nie był jednak zdolny do dalszej ekspansji kosztem znacznie silniejszego Północnego Liang.
Tymczasem Juqu Mengxun rozpoczął ekspansję na południe, w roku 401 zajmując Zhangye, a w 412 tradycyjny ośrodek władzy w Liangzhou, Guzang (dzis. Wuwei), gdzie przeniósł on swoją stolicę. W roku 421 Juqu Mengxu zdobył także Dunhuang, niszcząc tym samym Zachodnie Liang i stając się jedynym władcą Liangzhou. Jego syn, Juqu Mujian (433–439), w roku 437 przypieczętował sojusz z cesarzem Północnej dynastii Wei Taiwu (423–452), nawzajem wymieniając się z nim siostrami, które zostały ich konkubinami. Mimo to w roku 439 siły Północnej dynastii Wei rozpoczęły inwazję Gansu, zajmując Guzang i przesiedlając znaczną część jego ludności do swojej stolicy, Pingchengu.
Zazwyczaj przyjmuje się, że był to koniec istnienia Północnego Liang, jednak synowie Juqu Mujiana nadal walczyli o utrzymanie państwa. Juqu Wuhui (442–444), namiestnik Jiuquanu, i Juqu Yide, namiestnik Zhangye, uciekli do Dunhuangu, gdzie rządził ich kuzyn Yuqu Tang’er, podczas gdy Juqu Anzhou (444–460), namiestnik Ledu, udał się dalej na zachód, ostatecznie docierając aż do królestwa Shanshan, z ośrodkiem w oazie położonej na południowym odgałęzieniu szlaku wokół pustyni Takla Makan. W następnym roku Wuhui i Yide odbili Jiuquan, jednak w obliczu przeważających sił Północnej dynastii Wei Wuhui zaoferował zwrot miasta. Oferta ta została przyjęta i Wuhui zaczął nim rządzić w imieniu Północnej dynastii Wei. 
Wkrótce jednak przeciwko swoim wujom zbuntował się Tang’er, i w roku 441, kiedy pomaszerowali oni na Dunhuang, siły Północnej dynastii Wei ponownie zajęły Jiuquan. W tej sytuacji Wuhui wraz z 10 tys. rodzin z Dunhuangu udał się w kierunku Shanshan, by dołączyć do swojego brata Anzhou. W roku 442 udało mu się zdobyć Gaochang i założyć na zachodzie nowe państwo, które nazwał Wielkie Liang. Niemniej na wschodzie jeszcze w roku 444 na terenie dzisiejszej prowincji Shanxi wybuchło powstanie pod wodzą syna Juqu Mengxuna, Juqu Binga, a rok później w rejonie Xingchengu (dzis. Huangling) kolejne pod wodzą należącego do Lushui hu niejakiego Hao Wena. Najpoważniejszym z tych powstań Lushui hu był bunt pod przywództwem Gaiwu, który w latach 445–446 wstrząsnął samymi podstawami istnienia Północnego Wei i wymagał osobistej interwencji cesarza Taiwu. Tymczasem na zachodzie kiedy Wuhui zmarł w roku 444 władzę przejął po nim jego brat Anzhou. W roku 450 zdobył on Jarchoto, kończąc tym samym istnienie miejscowego państwa Wcześniejszego Jushi. W roku 460 Anzhou został jednak zabity przez Rouran, którzy ustanowili podległym im władcą niejakiego Kan Bozhou, i w ten sposób rządy rodu Juqu na zachodnich peryferiach Chin dobiegły końca.